# Булак (Ариська міська адміністрація)
Була́к (каз. Бұлақ) — село у складі Ариської міської адміністрації Туркестанської області Казахстану. Входить до складу Ходжатогайського сільського округу.
У радянські часи село називалось Ферма № 5 совхоза Ходжатогайський.
Населення — 53 особи (2021; 118 у 2009, 252 у 1999, 255 у 1989).